# NNNあさ7時のニュース
『NNNあさ7時のニュース』（エヌエヌエヌ あさしちじのニュース）は、日本テレビ放送網で1962年10月1日から1971年12月まで放送された早朝のNNN全国ネットワークニュース番組である。

## 概要
同番組の前身は1957年の早朝放送開始の時から放送されていた『NTVニュース』→『ニュース展望』で、それを発展解消したもの。当時は司会者の顔出しはなく、テロップとフィルムのみを使用していた。
途中から「読売新聞協力」のクレジットを入れるようになる。

## 放送時間
- 1962年10月1日 - 1963年3月30日：月曜 - 土曜7:00 - 7:10（日曜8:00 - 8:10に『NTVニュース』?を放送）
- 1963年4月1日 - 1971年12月：月曜 - 日曜7:00 - 7:10

## ネット状況

### 東海3県
当初は、東海3県（愛知県・岐阜県・三重県）での系列局だった名古屋テレビ放送で『読売新聞7時のニュース』と改題して放送していた。しかし、当時、読売新聞は名古屋に本格的に進出していなかった（1975年に別会社の中部読売新聞社により『中部読売新聞』として創刊したが、別に存在した『読売新聞中京版』〈東京本社発行〉がこれ以前から発行されていたか不明）。
1969年に開局した現在の東海3県での系列局・中京テレビ（開局時は中京UHFテレビ放送）は、開局当初（当時はNBN共々、NNNとANN=NET（テレビ朝日）系列との変則クロスネットだった）は、ニュースネットについては『ANNニュース』 のみ放送していたことと、早朝番組がなかったため、放送されなかった。これは、1972年1月に後継番組の『NNNモーニング7』が開始した後も、1973年4月に系列局の整備でクロスネットが解消されるまで続いた。

### 山口県・福岡県
関門地域（山口県と福岡県）では、ネット局編成の都合で変則的なものとなった。番組開始当初から1964年9月30日までは、福岡県ではテレビ西日本（当時日テレ系）が放映し、山口放送は関門（下関）テレビ放送局が、TNCとのサービスエリア重複を考慮し、徳山（現在：周南）・山口・萩・岩国の各テレビ放送局のエリアに限って放送した。
その後、1964年10月1日からTNCのフジテレビ系列移行により、福岡県における日テレ系のテレビ局がなくなったことに伴い、KRYは関門局でも徳山局と同じ番組を編成できるようになったことから、山口県全域で放送されるようになった。福岡県を含む九州・沖縄地方の取材は日本テレビが福岡に九州分室を設置して対応していた。さらに、1969年4月1日から5年半ぶりのフルネット局・福岡放送が開局し、以後、番組終了までFBSでも放映された。

## その他
- 青森放送では、1970年3月31日まで、単独で放送されていたが、翌日からは後続のスポーツニュースと共に、『RABニュースレーダー』に内包する形となった。これに配慮する形で同番組は6:58に開始する「フライングスタート」を初めて採用した。